# ألبرت أوفرهاوسر
ألبرت وارنر أوفرهاوسر (بالإنجليزية: Albert Overhauser)‏(17 أغسطس 1925، توفي 10 ديسمبر 2011) هو فيزيائي أمريكي وعضو في الأكاديمية الوطنية للعلوم، اشتهر بنظرية الاستقطاب النووي الديناميكي في الرنين المغناطيسي النووي.

## حياته
التحق ألبرت بالمدرسة الثانوية ليك ويلمردينج في سان فرانسيسكو، وبدأ عمله الجامعي في جامعة كاليفورنيا بركلي. في عام 1942 قطع دراسته خلال الحرب العالمية الثانية لمدة عامين قضاها في احتياطي البحرية الأمريكية، ثم عاد إلى بركلي لإكمال تعليمه. وفي عام 1948 حصل على شهادة البكالوريوس في الفيزياء والرياضيات، ثم حصل على شهادة الدكتوراه في الفيزياء عام 1951.
من عام 1951 إلى 1953 كان باحثًا في مرحلة ما بعد الدكتوراه بجامعة إلينوي، حيث طور نظريته التي تُعرف باسم (تأثير أوفرهاوسر)، وكان عضوًا في هيئة التدريس في جامعة كورنيل من 1953 إلى 1958، ثم غادر للانضمام إلى فريق البحث في شركة فورد للسيارات، بقي في شركة فورد حتى عام 1973، بعدها انضم إلى هيئة التدريس في جامعة بيردو حتى وفاته عام 2011 في ويست لافاييت بولاية إنديانا.

## الأوسمة والجوائز
حصل على العديد من الجوائز والأوسمة، وهي:
- الميدالية الوطنية للعلوم 1994.
- انتخب في الأكاديمية الوطنية للعلوم 1976
- جائزة أوليفر إي باكلي في فيزياء الحالة الصلبة عام 1975
- شهادة الدكتوراه الفخرية في القانون من جامعة سايمون فريزر 1998
- شهادة الدكتوراه الفخرية في العلوم من جامعة شيكاغو 1979
- شهادة الدكتوراه في العلوم من جامعة بوردو 2005

## روابط خارجية
- سيرة ذاتية من قسم الفيزياء بوردو
- Giuliani، Gabriele F.؛ Werner، Samuel A. (2012). "Albert Warner Overhauser". Physics Today. ج. 65 ع. 10: 69. Bibcode:2012PhT....65j..69G. DOI:10.1063/PT.3.1758.